# Badinani

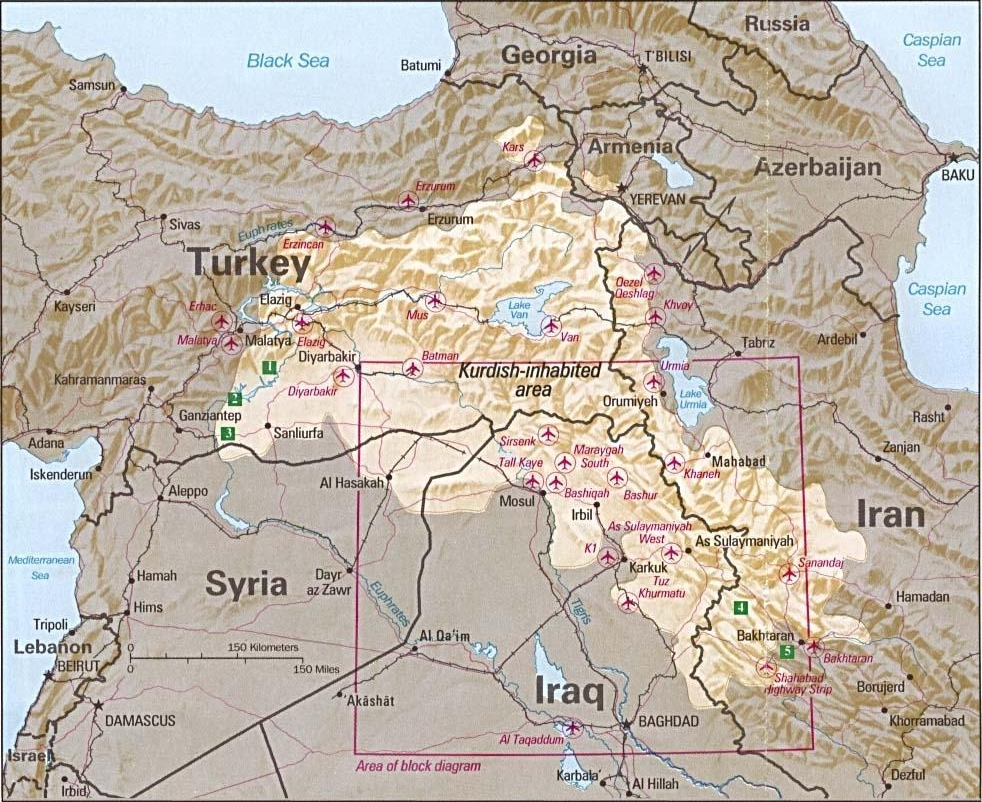
Kurdisktalande områden

Badinani (även bahdini) är en nordkurdisk dialekt. Dialekten talas främst i det tidigare emiratet av Badinan som under 1300 -1800-talet låg i södra Kurdistan i Irak. Närliggande dialekter är Kurmancî (som använder latinska alfabetet) och sorani. Precis som sorani, använder bahdinani ett modifierat arabiskt alfabet. För soranitalare är det lättare att förstå badinani jämfört med andra varianter av kurmanci. Detta eftersom Badinani har påverkats av sorani.